# Ньиртелек
Ньиртелек (венг. Nyírtelek) — город в медье Сабольч-Сатмар-Берег в Венгрии.
Город занимает площадь 67,92 км², там проживает 6938 жителей (по данным 2010 года). По данным 2001 года, среди жителей города 99 % — венгры, 1 % — цыгане.
Город Ньиртелек находится примерно в 8 км к северо-западу от города Ньиредьхаза. В городе есть железнодорожная станция. Через город проходит автодорога 38.

## Население
| Год  | Численность | Численность |
| ---- | ----------- | ----------- |
| 2013 | 6730        | [ 4 ]       |
| 2014 | 6672        | [ 5 ]       |
| 2015 | 6555        | [ 6 ]       |
| 2021 | 6484        | [ 7 ]       |
| 2022 | 6576        | [ 8 ]       |
| 2023 | 6470        | [ 9 ]       |
| 2024 | 6455        | [ 1 ]       |